# Gegants de la Barceloneta
Els Gegants de la Barceloneta són dos gegants del barri de La Barceloneta que representen uns personatges típics del barri marítim. En Pep Barceló és un pescador i la Maria la Néta una peixatera del mercat.
La llegenda diu que la Maria és una geganta caribenya, neta del gegant de la Ciutat, que es va enamorar de la Barcelona preolímpica i s'hi va quedar; en Pep, en canvi, és un pescador de l'oceà Atlàntic que va arribar a la Barceloneta amb Narcís Monturiol, a bord del submarí Ictíneo II.

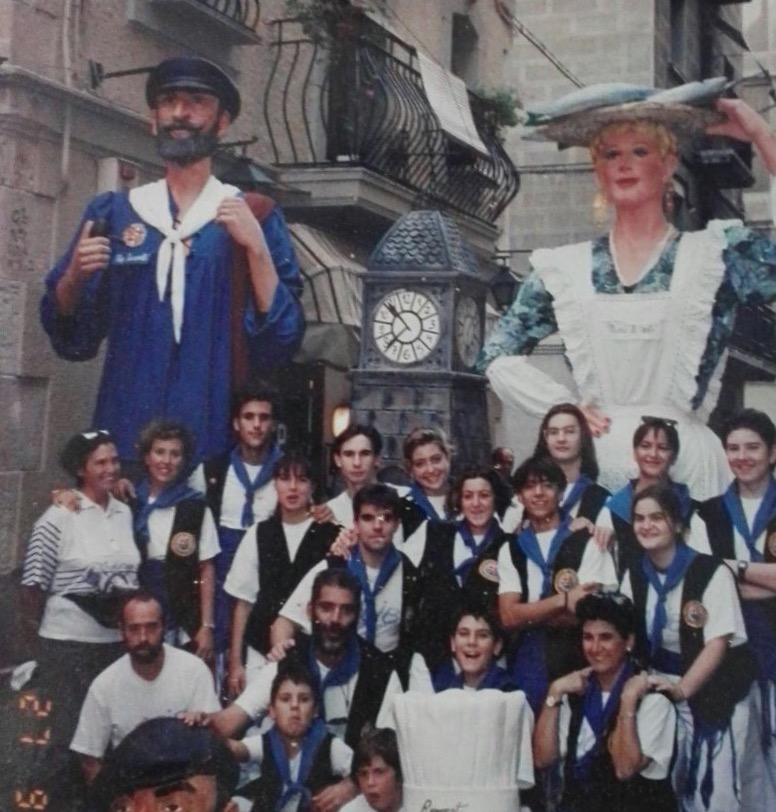
Associació de Geganters, Grallers i Bestiari de la Barceloneta

Les figures van néixer l'any 1991 a mans de l'Agrupació de Comerciants i Industrials de La Barceloneta (ACIB). El seu President, José Pérez Nieto i la seva secretària, Carmen Tomàs (actual Presidenta de la Colla Gegantera) van engegar la maquinària per crear uns gegants pel barri. Plegats van cercar els elements simbòlics que identificaven la Barceloneta i aquests, finalment, es van convertir en gegants i gegantons: una peixatera, un pescador i la Torre del Rellotge del moll de Pescadors. Després n'encarregaren la construcció a Xavier Jansana. Amb posterioritat i amb l'objectiu de dotar d'estructura i organització a la Colla crearen l'Associació de Geganters, Grallers i Bestiari de la Barceloneta.
Es van estrenar per les festes de Sant Miquel, patró de la Barceloneta, l'any 1991. En tots aquests anys han participat també en les festes de la Mercè i les de Santa Eulàlia i han assistit a tot de celebracions tant de Barcelona, com de la resta de Catalunya i, fins i tot, de fora.
L'any 1996, amb motiu del cinquè aniversari dels gegants, estrenaren ball propi: l'havanera d'en Pep Barceló i la Maria la Néta, composició musical d'Antònia Vilàs, amb una coreografia dels germans Albert i Ricard Abellán, de la colla gegantera de Badalona.
L'any 2001, després de deu anys d'activitat, la parella de gegants es casà. La cerimònia fou oficiada pel capgròs mossèn Filomeno i en foren padrins els Gegants del Pi i els Gegants de la Ciutat. Anys més tard, el 2006, veia la llum en Miquelet, fill de la parella, un gegantó que representa un corista dels que surten a la Barceloneta el dia de la segona Pasqua, en la festa dels Cors Muts.
L'Associació de Geganters, Grallers i Bestiari de la Barceloneta és una associació cultural creada el 1994 i encarregada de la custòdia i gestió dels Gegants de la Barceloneta.